# Boogie (The Jackson 5)
Boogie è un album del gruppo musicale statunitense The Jackson 5 pubblicato dalla Motown Records il 16 gennaio 1979. È composto da sette vecchi brani inediti e tre successi. dopo l'uscita dell'album in studio dei Jackson, Destiny (1978), un mese prima. Boogie è considerato il più raro di tutti gli album dei Jackson 5/Jacksons, poiché non ne uscirono molte copie e ancora meno ne furono vendute all'epoca.

## Tracce
1. Love's Gone Bad – 3:19 (Lamont Dozier, Brian Holland, Edward Holland Jr)
2. I Ain't Gonna Eat My Heart out Anymore – 3:00 (Burton, Laura Sawyer, Pam Sawyer)
3. ABC – 2:58 (Berry Gordy Jr, Alphonso Mizell, Freddie Perren, Deke Richards)
4. I Was Made to Love Her – 4:16 (Henry Cosby, Sylvia Moy, Stevie Wonder)
5. One Day I'll Marry You – 2:58 (Pam Sawyer, LeVerne Ware)
6. Never Can Say Goodbye – 2:57 (Clifton Davis)
7. Oh, I've Been Blessed – 2:50 (Manns Lena, Wilson Frank)
8. Penny Arcade – 2:41 (Mel Larson, Marcelino Jerry, Deke Richards)
9. Just Because I Love You – 3:14 (James W. Alexander, Willie Hutch)
10. Dancing Machine – 2:36 (Hal Davis,Don Fletcher, Dean Parks)